# Halle de Salmaise
La halle de Salmaise est un édifice remarquable en pierre situé sur la commune de Salmaise, dans le département de la Côte-d'Or, en France.

## Localisation
À 400 m d'altitude, la halle se situe au village adossée au cimetière et desservie par la RD 117.

## Description
La halle est un édifice en pierre maçonné avec soin, tout en longueur et doté d'une charpente à deux pans, sans support intermédiaire et recouverte de lauze. La façade rectiligne présente 11 piliers carrés. Compensant la pente de la route, le sol est couvert de grandes dalles. Le mur du fond est dénué d'ouverture.

## Historique
La halle est initiée dans la seconde moitié du XIIIe siècle. Par une charte des libertés octroyée le 12 mai 1265 par Étienne II de Mont-Saint-Jean, les Salmaisiens édifièrent ce marché couvert notamment grâce à la réutilisation de piliers gallo-romains. Sur le dernier pilier se trouve un blason avec un croissant et trois étoiles identifiant possiblement les armoiries de Guillaume II, seigneur de Salmaise, tué à la bataille de Mansourah lors de la Septième croisade en 1250.
Pendant longtemps point de rassemblement et siège des réunions, le maire, les échevins, le recteur d'école, le garde, les pâtres, le marguillier y étaient nommés. Les marchés et cinq grandes foires annuelles s'y tenaient.
La halle est classée au titre des monuments historiques par arrêté du 4 août 1930.

## Galerie

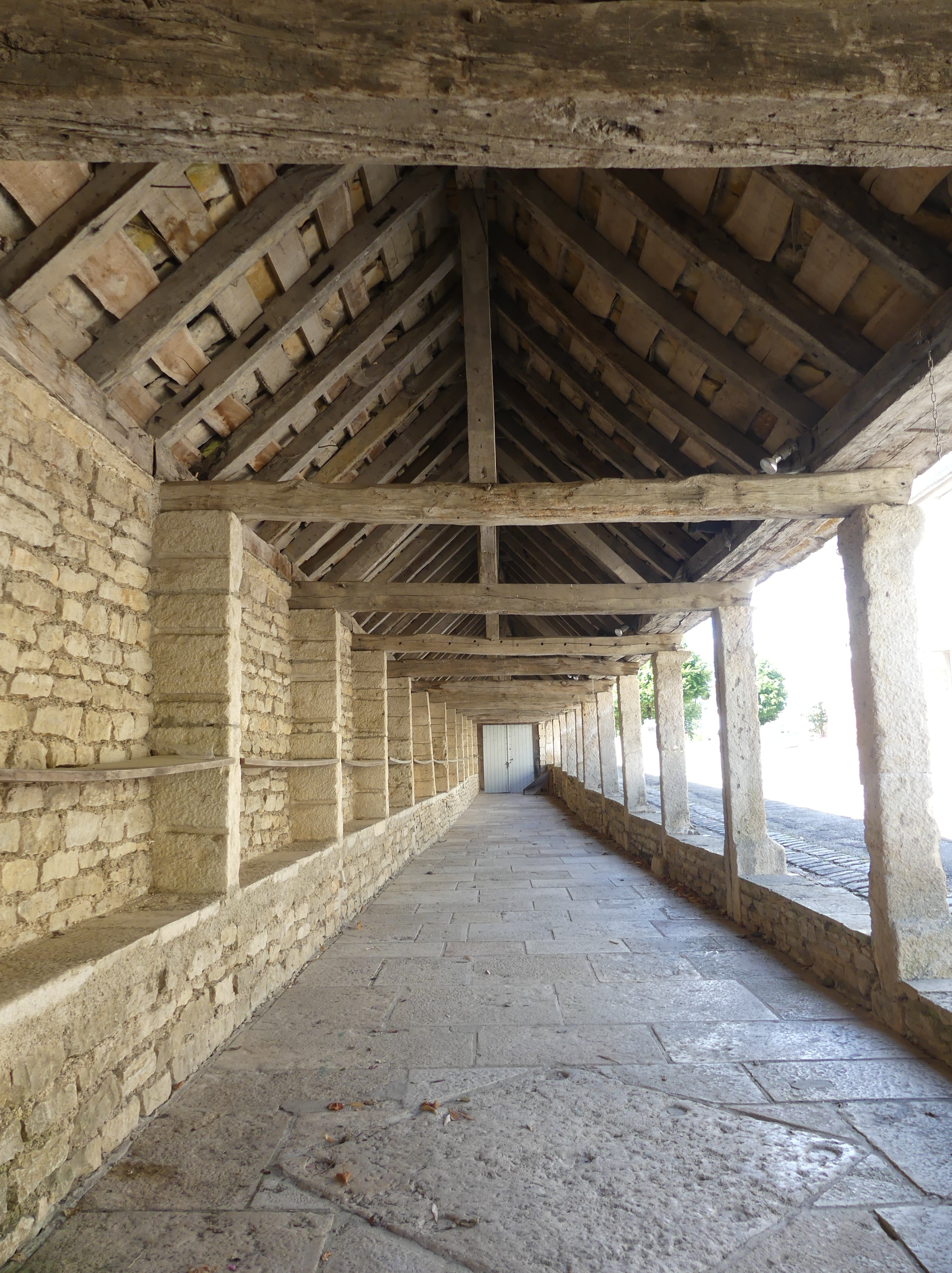
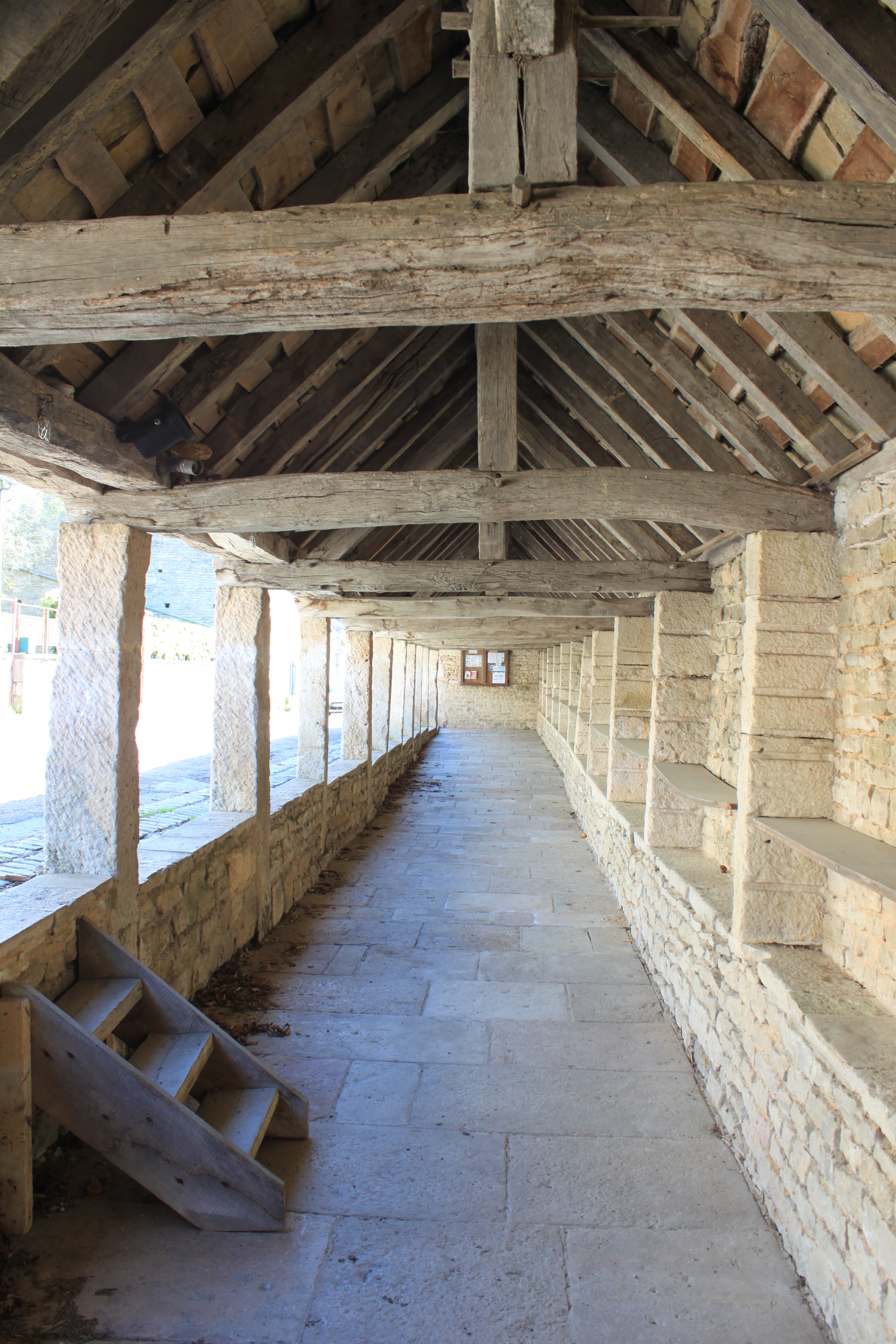
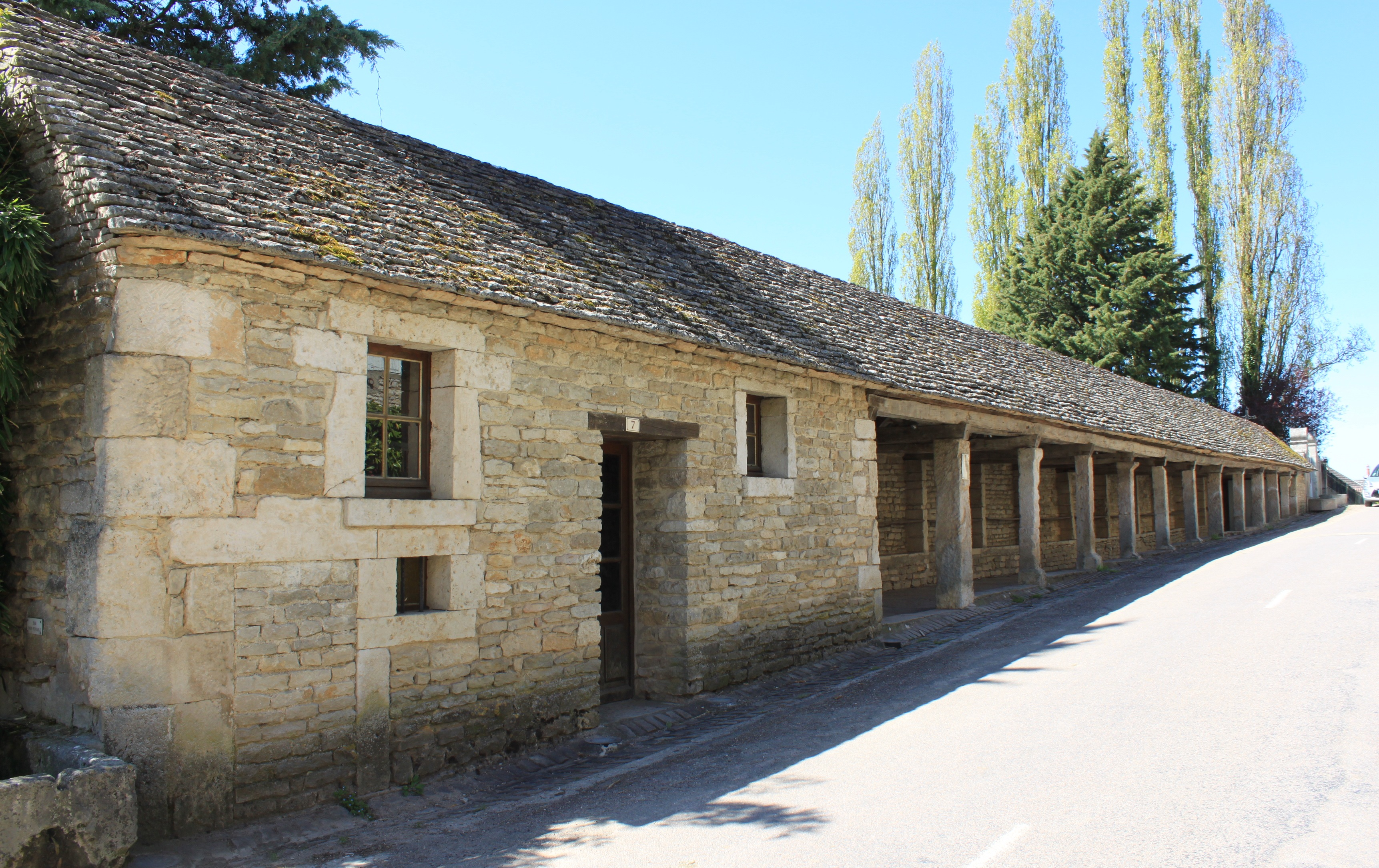
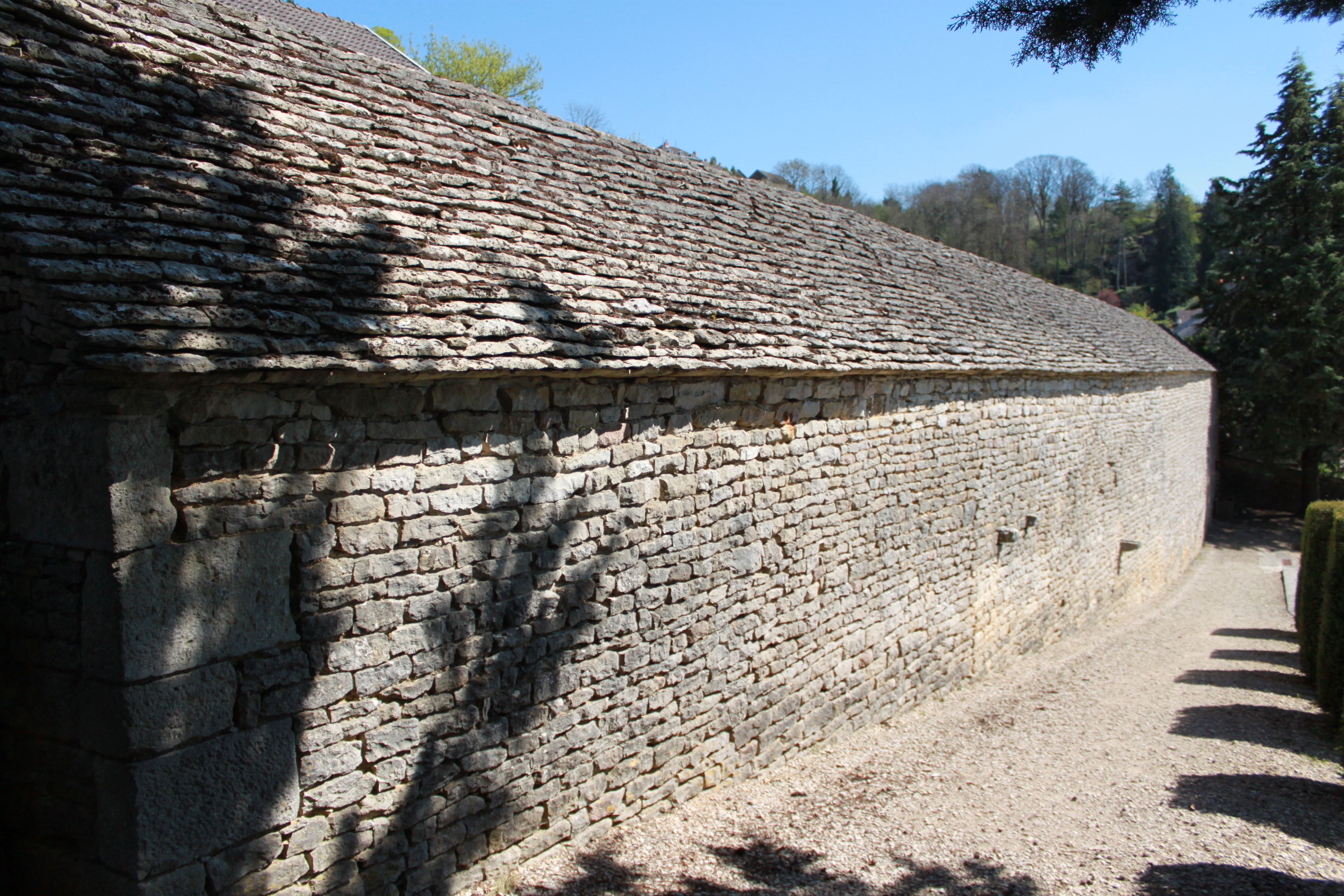
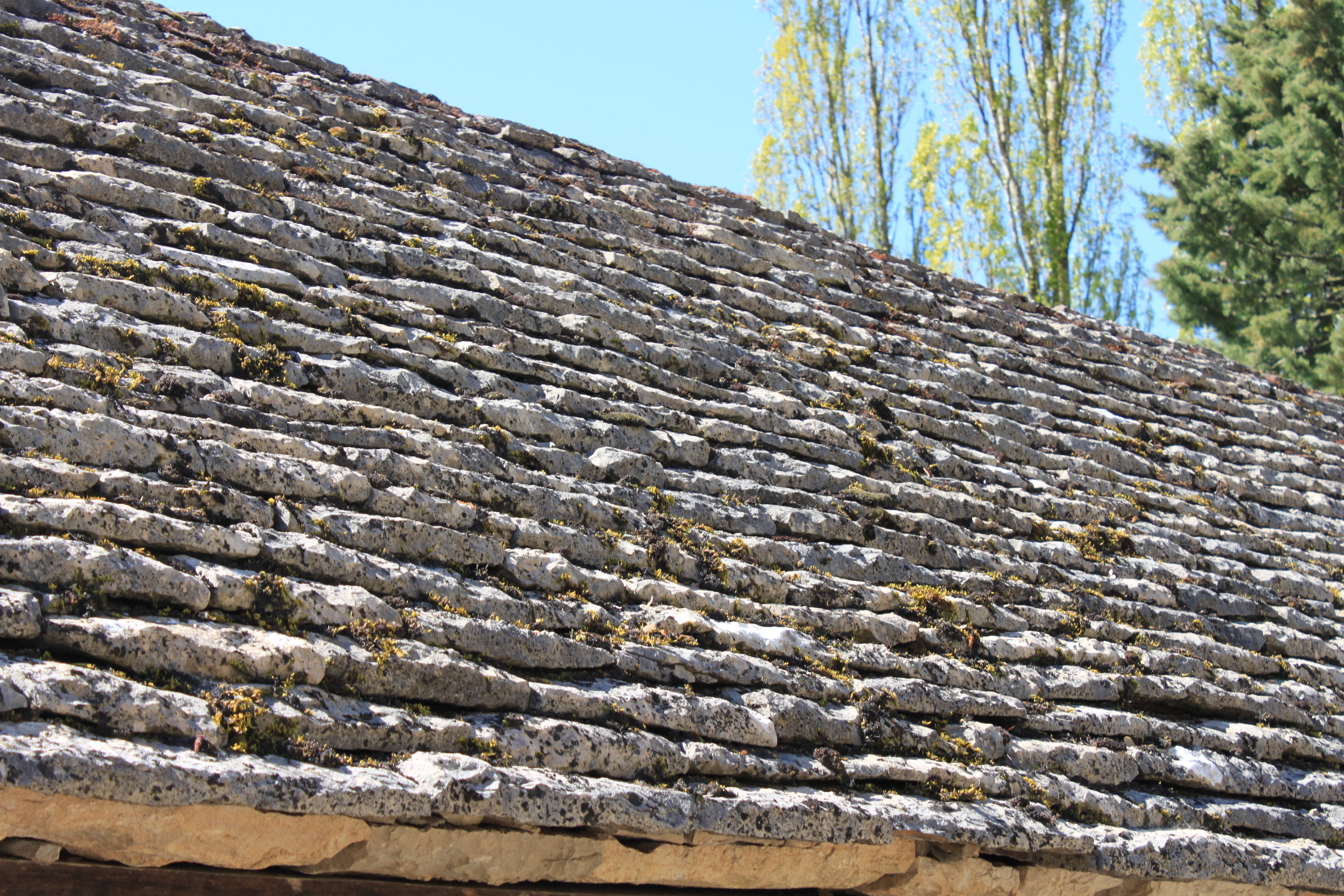

## Valorisation du patrimoine
L'étroitesse de la halle et la proximité de la route principale sans aire de déambulation rendent difficile les utilisations.